# Потсдамски университет
Потсдамският университет със своите около 22 хиляди студента представлява най-големият университет във федерална провинция Бранденбург, Германия. Учреждението се разпростира на три кампуси в град Потсдам. Освен това има и няколко отделни малки сгради пръснати на различни места в града.
Предлагат се 170 специалности. Израз на международната насоченост на университета е неговото добро класиране в годишната класация „Хумболт“. Съществуват многобройни сътрудничества с берлински академични институции.
През 2009 г. Потсдамският университет е носител на награда в конкурса „Превъзходство в преподаването“, организиран от Асоциацията на дарителите за немската наука и Конференцията на министрите на образованието и културата.

## История
Университетът е основан на 15 юли 1991 г. след приемането на Закона за висшите училища в провинция Бранденбург. Той се появява като наследник на Бранденбургското провинциално висше училище Потсдам, което съществувало от 1990 г. и чийто предшественик е било Педагогическо висше училище „Карл Либкнехт“, създадено през 1948 г. Затова един от акцентите е върху обучението на учители. Още преди да бъде основан самият университет, през януари 1991 г. е създаден „Юридическият факултет“, който е включен в състава на Бранденбургското провинциално висше училище Потсдам заедно с всички сгради на току-що разпуснатото Висше училище по право и администрация (преди това наричано: Академия за държавни и правни науки на ГДР). Следователно в новосъздадения Потсдамски университет се прехвърлят неакадемичният състав и материалните средства на две юридически звена и една висшеучебна библиотека. Също така по време на този етап на Потсдамския университет се преписва площта на ликвидираното „Юридическо висше училище“ към Министерството на държавната сигурност на ГДР, включително оборудването и домоуправителството.
През 1994 г. са основани хуманитарнонаучният, философският, математично-природонаучният и икономическо-социалнонаучният факултет, а химикът Ролф Мицнер е избран за първи ректор. Една година по-късно от Германското научноизследователско дружество е създаден първият колеж за докторанти с цел насърчаване на млади учени. От 1998 г. насам са сключени множество споразумения за сътрудничество с извънуниверситетски изследователски институции, както и сътрудничество с театъра „Ханс Ото“ и Потсдамския университет по приложни науки. През 1999 г. институт „Хасо Платнер“ създава специалност „Инженерство на софтуерни системи“. През 2000 г. в университета е създадена първата изследователска група на Германското научноизследователско дружество. През 2001 г. Бранденбургският институт за стартиране на предприемаческа дейност и насърчаване на средния бизнес е основан заедно с Потсдамския университет по приложни науки, а през 2003 г. е създаден първият Център за съвместни изследвания на университета.
През 2009 г. университетът е един от победителите в програмата за финансиране на федералното правителство за авангардни изследвания и иновации в новите федерални провинции. През същата година е основана нова изследователска мрежа с 20 извънуниверситетски партньорски института.
През 2013 г. към Философския факултет е създадена Школата по еврейска теология със специалност „Еврейска теология“. От 2014 г. университетът е член на мрежата за електронно обучение на Държавния университет в Ню Йорк.
От 2017 г. Потсдамският университет присъжда наградата „Волтер“ на учени, които се ангажират за свободата на научните изследвания и преподаването.

## Организация
Потсдамският университет се дели на седем факултета.

### Ректори и президенти
Ректори и президенти на Потсдамския университет са:
- 1991 – 1995 г. Ролф Мицнер (ректор-основател)
- 1995 – 2006 г. Волфганг Лошелдер
- 2007 – 2011 г. Сабине Кунст
- 2011 г. Томас Грюневалд (временно изпълняващ длъжността)
- от 2012 г. Оливер Гюнтер.

### Юридически факултет
Обхватът на предлаганите от Юридическия факултет дисциплини включва основните и задължителни дисциплини за юридическото обучение. Те включват гражданско право, наказателно право и публично право. Основните теми в изследванията и преподаването в Потсдам са основите на правото, гражданско съдопроизводство, търговското право, международното право, публичната администрация и търговското, данъчното и екологичното наказателно право. Допълнителни курсове за следдипломно професионално и продължаващо обучение се предлагат от Института по урбанистика в сферата на общинската администрация, както и от Центъра за правата на човека в сфератата на международните отношения.
Една уникална за Германия особеност на Юридическия факултет в Потсдам е, че се предлага съвместна немско-френска програма за обучение по юриспуденция, която се провежда в сътрудничество с университета Париж-Нантер/Ла Дефанс. Освен обмяната на опит, програмата предлага на студентите възможност да завършат допълнителна специализация по френско право през първите две години от обучението си в Потсдамския университет паралелно със стандартния учебна програма по немско право. Тази част от обучението се извършва на френски език от гостуващи френски преподаватели от партньорския университет.

### Философски факултет
Философският факултет се състои от институти по юдаистика и религиозни изследвания, еврейска теология, философия, история, жизнеустройство-етика-религиозознание (ЖЕР; училищен предмет в Бранденбург; в института се обучават бъдещи учители по него), класическа филология, германистика, англистика и американистика, романистика, славистика, както и по Изкуства и медии. С откриването на „Школата по еврейска теология“ през ноември 2013 г., Потсдамският университет става първият университет в Германия и Европа, който включва еврейската теология в своят диапазон от специалности. Към философския факултет от 2014 г. насам спада и архивът „Теодор Фонтане“, който е бил основан през 1935 г. и съдържа извори относно личността и творчеството на Теодор Фонтане.

### Факултет по хуманитарни науки
Хуманитарнонаучният факултет се дели на две структурни звена – по когнитивни науки и педагогически науки. Изследванията се фокусират върху темите: действие и поведение, език, здраве, спорт, училище и преподаване, както и учене през целия живот. Обучението във факултета се организира в катедрите по психология, лингвистика, спорт и здравни науки, възпитателни науки и обучение на учители (предучилищна и училищна педагогика).

### Факултет по математика и природни науки
Факултетът по математика и природни науки съчетава институтите по биохимия и биология, химия, наука за храненето (нутрициология), геонауки, информатика и компютърни науки, математика, физика и астрономия, науки за околната среда и география, както и потсдамската ботаническа градина. Осовено търсени са специалностите по биология, токсикология и геонауки.

### Факултетът по икономически и социални науки
Факултетът по икономически и социални науки се състои от звена по бизнес администрация и макроикономика, политология и публична администрация, както и социология. Изследвания в сферата на иновациите и технологиите в момента се развива като допълнителен фокус. Важни партньори за сътрудничество на факултета са Германският институт за икономически изследвания (DIW), Изследователският институт „Меркатор“ за глобалните общности и изменението на климата (MCC), Институтът за напреднали изследвания на устойчивостта (IASS) и Берлинският научен център за социални изследвания (WZB).

### Факултет по цифрово инженерство
Факултетът по цифрово инженерство (Digital-Engineering-Fakultät), основан съвместно от Потсдамския университет и частния Институт по цифрово инженерство „Хасо Платнер“ (Хасо Платнер е жител на Потсдам, меценат и съосновател на SAP), е първият частно финансиран факултет в държавен университет в Германия. Планирано е, съвместният факултет да бъде доразвит като университетски център за високи постижения в областта на дигиталното инженерство, който ще бъде изцяло финансиран от фондация „Хасо Платнер“. Факултетът предлага бакалавърски и магистърски програми по инженерство на ИТ системи (IT-Systems Engineering), инженерство на софтуерни системи (Software Systems Engineering), инженерство на данни (Data Engineering), цифрово здраве (Digital Health), и киберсигурност (Cybersecurity).

### Факултет по здравни науки
Факултетът по здравни науки е основан през 2018 г. заедно с Бранденбургското медицинско висше училище „Теодор Фонтане“ и Бранденбургския технически университет в Котбус-Зенфтенберг. Факултетът има за цел да допринесе за подобряване на медицинските грижи в Бранденбург, да насърчи здравните изследвания в провинцията и практическото обучение в областта на здравеопазването съвместно с други университети и извънуниверситетски изследователски институции, в това число и широка мрежа от клиники. Важни цели на факултета са разширяването на изследователските мрежи с фокус върху „Медицина и здраве на възрастните хора“, разработването на нови медицински и сестрински грижи, особено като се вземат предвид съвременните услуги за електронно здравеопазване, и създаването на иновативни учебни програми по актуални теми в областта на здравните науки.
Към средата на 2022 г. факултетът има четири катедри: по Медицинска етика с акцент върху дигитализацията, Дегенеративни и хронични заболявания, Изследвания по здравеопазващата система, Рехабилитационна медицина. До края на 2022 г. трябва да се създадат още 7 катедри, като например, по Транслационна имунология, Биоаналитика, молекулярна имунология и клинична генетика. През зимния семестър 2022/23 г. трябва да се стартира магистърска програма „Изследване на здравните услуги“, а година по-късно по „Обществено здраве, физически упражнения и хранене“.

## Институти и научни звена
В допълнение към официалните факултети на Потсдамския университет, има и редица частни институти, които партнрират с университета (т. нар. „асоциирани институти“), както и колежи, и изследователски центрове.

### Учреждения
- „Потсдам трансфер“ – Център за стартиране на бизнес, иновации, трансфер на знания и технологии към Потсдамския университет
- Институт по урбанистика към Потсдамския университет
- Център за правата на човека
- Алианс „Качеството на университетското образование в Бранденбург“
- Потсдамски изследователски институт за многоезичност
- Архив „Теодор Фонтане“ – съдържа извори относно личността и творчеството на Теодор Фонтане
- Форум „Религии в контекст“
- Център за обучение на учители и образователни изследвания (ZeLB) – съвместно, децентрално организационно звено на факултетите за обучение на учители
- Европейски център за еврейска ерудиция – състои се от университетска синагога и помещения за диалог между еврейската консервативна семинария (колеж „Захариас Франкел“) и либерална семинария (колежът „Абрахам Гайгер“), които обучават семинаристи (студенти) по еврейско богословие за да станат равини.[19][20]

### Асоциирани институти
- Колежът „Абрахам Гайгер“ е първата равинска семинария в Централна Европа след 1945 г. Колежът си постави за цел да обучава равини за еврейските общности в Централна и Източна Европа. Освен това, семинаристите завършват редовен курс на обучение по специалността „Юдаистика“ към Института по юдаистика и религиозни изследвания към Философския факултет на Потсдамския университет.[21]
- Колеж „Захариас Франкел“ – за обучение на рабини по консервативен (масоретски) юдаизъм.[22]
- Центърът за европейско-еврейски изследвания „Мозес Менделсон“ е асоцииран институт с Потсдамския университет, който има значителен принос в концепцията и провеждането на учебната програма по „Юдаистика“. Научните интереси на центъра са в областта на историята, религията и културата на евреите и юдаизма в европейските страни. Центърът „Мозес Менделсон“ разполага с обширна и публично достъпна специализирана библиотека, която към момента съдържа около 85 000 тома.[23]
- Академията по психотерапия и интервенционни изследвания (API) е основана през 1998 г. и от 1999 г. е асоцииран институт на Потсдамския университет.[24] След държавното ѝ признаване през 1999 г. всяка година в нея се обучават бъдещи детски и юношески психотерапевти, които завършват с държавно разрешително за практикуване. Университетското обучение е акредитирано през 2002 г. от Германското дружество по психология.
- Евангелски институт за църковно право.[25]

- Институтът за приложни изследвания на семейството, детството и младежта към Потсдамския университет (IFK e. V.)[24] е независимо изследователско учреждение, в което се обединяват компетенции от различни научни дисциплини. Учените от института разработват концепции и мерки за стимулиране на условия, благоприятстващи семейството и децата, както и осигуряване на качеството в областта на училището, заведенията за дневни детски грижи, благосъстоянието на младежта и превенцията на престъпността. Освен това, опитни практици съветват по въпроси свързани с партньорство, родителство, раздяла и развод. В областта на научното изследване на транспорта се изпълняват проекти в сферата на транспортно-педагогическата дидактика, педагогическата психология и тестова психология.
- Институтът за продължаващо обучение в областта на образованието към Потсдамския университет (W.i. B.)[24] предлага задочно следдипломно професионално и продължаващо обучение на университетско ниво, особено за учители и за висшисти, които се стремят към учителската професия.

### Други научно-изследователски звена
- Потсдамският център за политика и управление (PCPM)[26] е част от Факултета по икономически и социални науки и е един от най-важни германски изследователски институции в областта на политологията и публичната администрация.
- Центърът „Уилям Джеймс“[27] е мултидисциплинарно звено на Потсдамския университет и има за цел да насърчава изследванията върху работата на Уилям Джеймс (1842 – 1910 г.) и актуалното значение на неговото мислене.
- Потсдамска академия за преговори (NAP)[28] – изследва, обучава и съветва относно изграждането и оптимизирането на процесите на водене на преговори чрез прилагане на иновативни и научно обосновани инструменти за управление на преговорите

### Централни и спомагателни звена
- Центърът за езици и ключови компетентности (Zessko) предлага многобройни курсове за всички студенти, свързани с чужди езици, ориентировъчната фаза в университета и ключовите компетентности.
- Потсдамска школа за следдипломно образование (PoGS) е център за квалификация и консултиране на младши и напреднали учени.[29]
- Центърът за информационни технологии и управление на медиите снабдява Потсдамския университет с информационно-технологична инфраструктура, техническо оборудване, както и с медийни и информационно-технологични услуги. Към услугите спадат мрежи от данни, комуникация, интернет и мултимедийно производство.
- Централният отдел отговаря за вътрешното обслужване и пощенските услуги. В допълнение, той се грижи за надзора на централни междуотделни или междуведомствени проекти.
- Центърът за университетски спорт организира два пъти на семестър развлекателна спортна програма с над 15 000 места за студенти и служители на Потсдамския университет. Освен това поддържа фитнес клуб и предлага множество мероприятия, състезания и специални оферти (като напр. гимнастика за през обедната почивка) за тези целеви групи.
- Насред дворцовия парк „Сансуси“, който е част от Световното културно наследство на ЮНЕСКО, се намира Ботаническата градина към Потсдамския университет, в която се провеждат обучения и изследвания по опазване на природата и видовете. Тя обхваща дендрариум, градини и оранжерии и е дом на около 10 000 вида растения от цял свят.
- Службата за координация на равните възможности (звеното на упълномощеното лице по въпросите на равенството) работи за постигането на равни възможности за половете във всички трудови сфери на Потсдамския университет, както и за премахването на дискриминация от всяческо естество и за насърчаването на многообразието.[30]
- Звеното „Кариерни услуги“ подкрепя студенти и висшисти по пътя им към пазара на труда чрез квалификация, съвети и практически формати.
- „Център за приветстване на новодошли“ подкрепя гостуващи изследователи по всички въпроси, свързани с престоя им в Потсдам.
- Университетският магазин предлага продукти, свързани с университета.
- „UP Transfer“ предлага продължаващо обучение за специалисти и мениджъри (Executive Education), приложни изследвания и разработки (Applied Research & Development), както и спомагателни услуги за науката и бизнеса (UPT Services).
- Потсдамското университетското сдружение е сдружение с нестопанска цел от приятели, спонсори и бивши възпитаници на Потсдамския университет, което подкрепя научни и културни проекти, както и празничните мероприятия на университета.

### Университетска библиотека
Потсдамската университетска библиотека е основана през 1991 г. и има три филиала – по един във всеки от трите кампуса на Потсдамския университет (филиал „Край Новия дворец“, филиал „Голм“ и филиал „Грибницзе“). Тя е най-голямата научна библиотека в провинция Бранденбург, а в Германия като цяло се явява една от средните по големина университетски библиотеки.
Фондовете от предшестващите я библиотеки (библиотеката на Педагогическото училище „Карл Либкнехт“ край Новия дворец и библиотеката на Академията за държавни и правни науки на ГДР в Бабелсберг) са обединени в новата университетска библиотека. Тя притежава ценна колекция от текстове на тема юдаизъм и иврит, която е изградена впоследствие след нейното създаването.

## Кампуси

### Централни комплекси
Университетът се дели на следните три университетски комплекса (I – III):
- Университетски комплекс I „Край Новия дворец“: Централният кампус на университета, където се намира и аудиториум максимум (най-голямата зала), е в непосредствена близост до дворцовия парк Сансуси. В комуните(представителни прилежащи сгради на Новия дворец) се помещават някои институти на Философския факултет и зали за лекции. Бароковите постройки от 18-ти век помещават освен това президиума и части от администрацията на университета. В други сгради на камуса, построени през различни епохи, са разположени институти на Философския факултет, части от катедрата по спортни и здравни науки и университетската амбулатория.[36]

- кампус „Край Новия дворец“
- Емблематичната сграда на Потсдамския университет – някогашните комуни на Новия дворец насред кампуса „Новия дворец“ (сграда № 9 и № 11)
- кампус „Край Новия дворец“, сграда № 8

- Университетски комплекс II „Голм“: Институтите на математично-природонаучния и хуманитарнонаучния факултет се намират в потсдамския квартал Голм, където с изграждането на модерни научно-изследователски сгради възниква един от най-големите научни паркове в региона. Тук са се установили три института на международно реномираното Дружеството за научни изследвания „Макс Планк“ и два института на също реномираното научно Дружество „Фраунхофер“, както и стартъп-центърът „GO:IN“, който подпомага основаването на нови фирми, предимно в научно-изследователската сфера.[36]

- кампус „Голм“
- кампус „Голм“

- Университетски комплекс III „Грибницзе“: Кампусът „Грибницзе“ се намира в потсдамския квартал Бабелсберг, непосредствено на границата с Берлин, и е недалеч от прословутото филмово „Студио Бабелсберг“. Тук са разположени юридическият факултет, както и икономическо-социалнонаучният факултет. Също така, тук се намира и факултетът по цифрово инженерство – първият изцяло частно финансиран факултет в държавен университет в Германия. Факултетът е под съвместния патронаж на Потсдамския университет и частния институт по цифрово инжинерство „Хасо Платнер“ (основан от Хасо Платнер – съосновател на SAP).[36][37]

- Институт по цифрово инженерство „Хасо Платнер“ в кампуса „Грибницзе“
- Библиотеката на кампуса (вдясно) и сграда № 4 (вляво) и сграда № 3 (в средата)
- „Дигитална вила“ в кампуса „Гриебницзе“

От 2000 г. насам кампусът „Голм“ бива разширяван безспирно с множество нови сгради, финансирани от Европейския фонд за регионално развитие (ЕФРР) и провинция Бранденбург. На кампуса „Край Новия дворец“, намиращ се край дворцовия парк „Сансуси“, също се провеждат мащабни строителни дейности от 2019 г. насам, които обхващат площ от 27 500 кв.м. и по план ще бъдат завършени след 25 години (т.е. 2045 г.); цели се, ония сгради, които са от комунистическата епоха, да бъдат заменени с модерна архитектура. Кампусът „Грибницзе“ е разширяван многократно, последно през 2021 г., когато е е построена нова сграда за факултета по цифрово инженерство.

### Други местонахождения на университета
- Улица „Маулберале“: Ботаническа градина на Потсдамския университет – учебно-научна база на Института по биохимия и биология. Обучение по ботаника.
- Улица „Карл Маркс“ в квартал Бабелсберг: Тук в една от представителните вили на площад „Хеди Ламар“, а именно в т.нар. „Дигитална вила“, се намират катедрите по бизнес информатика на Икономическо-социалнонаучният факултет. Там също се намира и Потсдамският център „Индустрия 4.0“,[47] който представлява киберфизично съоръжение, което може да се използва за симулиране и тестване на модели на фабрики от всякакъв вид.[48]
- Селището Бергхолц-Ребрюке край Потсдам: В сградата на Германския институт по нутрициология „Потсдам-Ребрюке“ се намира и седалището на Факултета по нутрициология на Потсдамския университет.[49]

### Исторически сгради
Някои части от университета се помещават в сгради, които са включени в списъка на ЮНЕСКО за световно наследство. Сградите в кампуса „Край Новия дворец“ принадлежът към архитектурния ансамбъл на едноименния дворец, който се намира в дворцовия парк „Сансуси“. Две от сградите, наречени комуни са построени заедно с Новия дворец по време на управлението на Фридрих II между 1766 и 1769 г. Те са били стопански сгради, в които са се помещавали кухнята и жилища за придворни служители. На запад от южната комуна се намира Императорската конюшня, която била построена от кайзер Вилхелм II през 1894 г. Тя е помещавала не само обори за конете, но и закрит манеж за езда, който днес е превърнат в най-голяма зала на университета (аудиториум максимум), използвана за лекции и тържествени мероприятия. Друга сграда, намираща се срещу северната комуна и наподобяваща императорската конюшнята, всъщност е построена едва през 1954 – 1958 г. за Педагогическото висше училище и днес в нея се намира, насред друго, столовата на кампуса.
Най-старите сгради на институтите в кампус „Голм“ са построени през 1930-те години за Отдела за въздушно разузнаване на Луфтвафе, в това число четири казарми (сгради № 1, 3, 5 и 7), ведомствена столова (сграда № 4), котелна (сграда № 2) и три гаража за превозни средства и машини (сгради № 8, 10 и 11). В центъра е оформена правоъгълна зона с дължина 240 метра и ширина 45 метра, която е служила като площадка за военни паради.
Юридическият факултет и икономическо-социалнонаучният факултет на университета се помещават в бившата сграда на управата на Германския червен кръст (1939/1940 г.), днес намираща се в кампуса „Грибницзе“ в квартал Бабелсберг. След края на Втората световна война през 1945 г. и по време Потсдамската конференция в нея се помещава главнокомандването на групата на съветските окупационни войски в Германия.
Край двореца Бабелсберг се намират няколко студентски общежития, които са построени през 1951 г. и трябва да останат там поне до 2040 г. След това вероятно ще бъдат премахнати, понеже не се вписват в културния архитектурен пейзаж на дворцовия парк.

## Обучение
Университетът е най-големият университет във федерална провинция Бранденбург и четвъртият по големина в региона на агломерацията Берлин-Бранденбург. Начинът на преподаване в университета многократно е бил отличаван с наградата „Превъзходство в преподаването“, присъждана от Асоциацията на дарителите за немската наука и Конференцията на министрите на образованието и културата. Предлагат се 81 бакалавърски програми, 95 магистърски програми, както и програма за юристи, завършваща с държавен изпит. Единадесет от тия общо 177 програми се провеждат съвместно с друг чуждестранен университет, като накрая се получават дипломи от двете училища (напр. Висша школа по икономика в Москва, Университет Париж-I Пантеон-Сорбона, Торински университет, Национален институт по администрация (Страсбург), Университетски колеж Дъблин). Тринадесет от програмите са специално разработени за млади професионалисти и мениджъри с професионален опит, целящи да надградят практическия си опит с теоретични знания (т. нар. магистърски програми за продължаващо обучение). Двадесет и две от програмите се провеждат изцяло на английски език. Въпреки всичко, Потсдамският университет не е „универсален университет“, понеже липсват звена за медицинско и инженерно образование.
В Бранденбург няма студентски такси за обучение, които да отиват в държавната хазна за финансиране на образованието. Въпреки това обаче, всеки семестър се заплаща семестриална вноска, която за зимния семестър 2022/23 г. възлиза на 316,00 евро, срещу която се осигурява шестмесечна карта за ползване на градския транспорт в провинциите Бранденбург и Берлин, както и финансиране на студентското самоуправление (студентски парламент и студентско правителство) и „Службата за студентски услуги“ (отговорна за столовата, общежитията, посредничеството на работа, стипендии и пр.).

### Учебни програми
Потсдамският университет присъжда следните академични степени след завършване на съответните бакалавърски и магистърски програми:
- Бакалавър по изкуствата (Bachelor of Arts; B.A.)
- Бакалавър по образование (Bachelor of Education; B. Ed.)
- Бакалавър на науките (Bachelor of Science; B.Sc.)
- Първи юридически изпит или бакалавър по право (LL. б.)
- Магистър по изкуствата (Master of Arts; M.A.)
- Магистър по образование (Master of Education; M. Ed.)
- Магистър на науките (Master of Science; M.Sc.)
- Магистър по бизнес администрация (Master of Business Administration; MBA)
- Магистър по публичен мениджмънт (Master of Public Management; MPM)
- Магистър по европейско управление и администрация (Master of European Governance and Administration; MEGA)
- Магистър по право (Master of Laws или (остаряващо) Magister Legum; LL. М.)

Натиснете [Разширяване] вдясно, за да видите таблиците.
| Списък на бакалавърските програми с една специалност        |
| Б                                                           |
| ----------------------------------------------------------- |
| Бизнес администрация                                        |
| Бизнес информатика                                          |
| Г                                                           |
| Геоекология                                                 |
| Е                                                           |
| Еврейско богословие                                         |
| Европейски медийни науки                                    |
| И                                                           |
| Национална икономика                                        |
| Инженерство на ИТ системи (IT-Systems Engineering)          |
| Интердисциплинарна русистика                                |
| История, политика и общество                                |
| К                                                           |
| Когнитивни науки                                            |
| Компютърна лингвистика                                      |
| Информатика/Изчислителни науки                              |
| Л                                                           |
| Лингвистика                                                 |
| М                                                           |
| Математика                                                  |
| Н                                                           |
| Нутрициология                                               |
| Науки за живота                                             |
| Науки за Земята                                             |
| П                                                           |
| Патолингвистика                                             |
| Политика и икономика                                        |
| Политика, администрация и организация                       |
| Приложни изследвания на културата и превода (немски-полски) |
| Психология                                                  |
| С                                                           |
| Социология                                                  |
| Спортен мениджмънт                                          |
| Спортна терапия и превенция                                 |
| Ф                                                           |
| Физика                                                      |
| Филологически изследвания                                   |
| Философия                                                   |
| Х                                                           |
| Химия                                                       |

| Списък на бакалавърските програми с две специалности      |
| А                                                         |
| --------------------------------------------------------- |
| Англицистика/американистика (първа или втора специалност) |
| Б                                                         |
| Бизнес администрация (първа или втора специалност)        |
| Г                                                         |
| Германистика (първа или втора специалност)                |
| Грецистика (само втора специалност)                       |
| И                                                         |
| Испанска филология (първа или втора специалност)          |
| Италианска филология (първа или втора специалност)        |
| История (първа или втора специалност)                     |
| К                                                         |
| Културология (само първа специалност)                     |
| Л                                                         |
| Латинистика (първа или втора специалност)                 |
| Лингвистика (само втора специалност)                      |
| П                                                         |
| Педагогика (първа или втора специалност)                  |
| Полонистика (първа или втора специалност)                 |
| Юдаистика (основни или второстепенни)                     |
| Р                                                         |
| Религиознание (първа или втора специалност)               |
| Русистика (първа или втора специалност)                   |
| С                                                         |
| Социология (само втора специалност)                       |
| Ф                                                         |
| Философия (първа или втора специалност)                   |
| Френска филология (първа или втора специалност)           |

| Списък на специалностите с педагогически профил за обучение на учители                                                                          |
| Учителска правоспособност за начален етап (1-4 клас)                                                                                            |
| --- |
| Немски език |
| Английски език |
| Приобщаваща педагогика (немски език и математика) \| акцент върху началния етап                                                                 |
| Изкуство |
| Математика |
| Музика |
| Опознаване на света |
| Спорт |
| Учителска правоспособност за специална педагогика                                                                                               |
| Немски език |
| Английски език |
| Математика |
| Спорт |
| Икономика-труд-техника |
| Учителска правоспособност за прогимназиален (5-10 клас) и гимназиален (11-12 клас) етап (общообразователни предмети)                            |
| Английски език |
| Биология |
| География |
| Жизнеустройство-етика-религиозознание (изучава се само в магистърската програма като свободноизбирателна специализация за прогимназиалния етап) |
| Изкуство |
| Икономика-труд-техника (изучава се само в магистърската програма като свободноизбирателна специализация за прогимназиалния етап)                |
| Информатика |
| Испански език |
| История |
| Латински език (изучава се само в магистърската програма като свободноизбирателна специализация за гимназиалния етап)                            |
| Математика |
| Математика и физика в комбинация |
| Музика |
| Немски език |
| Политическо образование |
| Полски език |
| Руски език |
| Спорт |
| Физика |
| Френски език |
| Химия |

| Списък на магистърските програми                                                                      |
| А |
| --- |
| Административни науки                                                                                 |
| Англоезични модерности в литературата и културата                                                     |
| Астрофизика                                                                                           |
| Б |
| Бизнес администрация                                                                                  |
| Бизнес информатика и цифрова трансформация                                                            |
| Биоинформатика                                                                                        |
| Биохимия и молекулярна биология                                                                       |
| Г |
| Геоекология                                                                                           |
| Геонауки                                                                                              |
| Германистика                                                                                          |
| Д |
| Данъчно право                                                                                         |
| Дистанционни изследвания, геоинформация и визуализация                                                |
| Е |
| Еврейско богословие                                                                                   |
| Европейски медийни науки                                                                              |
| Европейски филмов бизнес и право (магистър по бизнес администрация)                                   |
| Европейски филмов бизнес и право (магистър по право)                                                  |
| Езикознание в контекст: усвояване – общуване – многоезичност                                          |
| Езикознание: емпирични и теоретични основи                                                            |
| Екология, еволюция и опазване                                                                         |
| Европейско управление и администрация                                                                 |
| И |
| Изследвания в областта на образованието в ранна детска възраст                                        |
| Изследвания на война и конфликти                                                                      |
| Изчислителна наука                                                                                    |
| Икономическа политика и количествени методи                                                           |
| Инженерство на данни                                                                                  |
| Инженерство на ИТ системи                                                                             |
| Инженерство на софтуерни системи                                                                      |
| Интегративни спортни, двигателни и здравни науки                                                      |
| История                                                                                               |
| К |
| Киберсигурност                                                                                        |
| Климат, Земя, вода, устойчивост                                                                       |
| Когнитивна наука: въплътено познание (магистърска или докторска степен)                               |
| Когнитивни системи: език, учене и разсъждение                                                         |
| Корпоративно и данъчно право                                                                          |
| Културни изследвания на Източна Европа                                                                |
| М |
| Математика                                                                                            |
| Медийно право и мениджмънт – право и мениджмънт на цифровите медии (магистър по бизнес администрация) |
| Медийно право и мениджмънт – право и мениджмънт на цифровите медии (магистър по право)                |
| Междукултурна бизнес комуникация                                                                      |
| Международна експериментална и клинична лингвистика (магистърска или докторска степен)                |
| Международни военни изследвания                                                                       |
| Международни отношения                                                                                |
| Международни приложни културни изследвания и културна семиотика                                       |
| Н |
| Наука за клиничните упражнения (магистърска или докторска степен)                                     |
| Наука за данните                                                                                      |
| Наука за полимерите                                                                                   |
| Национална и международна администрация и политика (магистърска или докторска степен)                 |
| Немско-френска магистърска програма по юриспуденция                                                   |
| Нутрициология                                                                                         |
| О |
| Образователни науки                                                                                   |
| П |
| Политология                                                                                           |
| Приложни културни изследвания и културна семиотика                                                    |
| Пространства за култура и социален обмен през ранното Ново време                                      |
| Психология                                                                                            |
| Публичен мениджмънт                                                                                   |
| Р |
| Романистика                                                                                           |
| С |
| Социология                                                                                            |
| Спортен и здравен мениджмънт с демографска насоченост                                                 |
| Сравнително литературознание и изкуствознание                                                         |
| Съвременна история                                                                                    |
| Т |
| Токсикология                                                                                          |
| У |
| Училищен и образователен мениджмънт                                                                   |
| Ф |
| Физика                                                                                                |
| Философия                                                                                             |
| Х |
| Химия                                                                                                 |
| Ц |
| Цифрово здравеопазване                                                                                |
| Ю |
| Юдаистика                                                                                             |
| Юриспуденция                                                                                          |

| Списък на програмите, преподавани на английски език                                             |
| А                                                                                               |
| ----------------------------------------------------------------------------------------------- |
| Англоезични модерности в литературата и културата (магистър)                                    |
| Астрофизика (магистър)                                                                          |
| Б                                                                                               |
| Биоинформатика (магистър)                                                                       |
| Биохимия и молекулярна биология (магистър)                                                      |
| Г                                                                                               |
| Геонауки (магистър)                                                                             |
| Д                                                                                               |
| Дистанционни изследвания, геоинформация и визуализация (магистър)                               |
| Е                                                                                               |
| Еврейско богословие (магистър)                                                                  |
| Европейски филмов бизнес и право (магистър по бизнес администрация \| продължаващо образование) |
| Европейски филмов бизнес и право (магистър по право \| продължаващо образование)                |
| Езикознание: емпирични и теоретични основи (магистър)                                           |
| Екология, еволюция и опазване (магистър)                                                        |
| И                                                                                               |
| Икономическа политика и количествени методи (магистър)                                          |
| Инженерство на софтуерни системи (магистър)                                                     |
| К                                                                                               |
| Климат, Земя, вода, устойчивост \| магистър                                                     |
| Когнитивна наука: въплътено познание (магистърска или докторска степен)                         |
| Когнитивни системи: език, учене и разсъждение (магистър)                                        |
| М                                                                                               |
| Математика (магистър)                                                                           |
| Международна експериментална и клинична лингвистика (магистърска или докторска степен)          |
| Международни военни изследвания (магистър)                                                      |
| Н                                                                                               |
| Наука за клиничните упражнения (магистърска или докторска степен)                               |
| Наука за данните (магистър)                                                                     |
| Наука за полимерите (магистър)                                                                  |
| Национална и международна администрация и политика (магистърска или докторска степен)           |
| П                                                                                               |
| Публичен мениджмънт (магистър \| продължаващо образование)                                      |
| Т                                                                                               |
| Токсикология (магистър)                                                                         |
| Ц                                                                                               |
| Цифрово здравеопазване                                                                          |

| Списък на магистърски програми за продължаващо образование |
| Б |
| --- |
| Бизнес администрация с профил: биотехнологии и медицински технологии; иновативен здравен мениджмънт; информационни технологии; иновативни технологии; мениджмънт на преговорите |
| Д |
| Данъчно право |
| Е |
| Европейски филмов бизнес и право (магистър по бизнес администрация) |
| Европейски филмов бизнес и право (магистър по право) |
| Европейско управление и администрация |
| К |
| Корпоративно и данъчно право |
| М |
| Медийно право и мениджмънт – право и мениджмънт на цифровите медии (магистър по бизнес администрация)                                                                           |
| Медийно право и мениджмънт – право и мениджмънт на цифровите медии (магистър по право)                                                                                          |
| Междукултурна бизнес комуникация |
| П |
| Публичен мениджмънт |
| С |
| Спортен и здравен мениджмънт с демографска насоченост |
| У |
| Училищен и образователен мениджмънт |
| Ю |
| Юриспуденция (продължаващо объчение за чуждестранни юристи) |

### Брой на студентите
Към зимния семестър 2021/2022 г. в Потсдамския университет учат 21 394 студента, като 14,5 % от тях са чуждестранни студенти, а броят на новоприетите студенти възлиза на 4 500.
През зимния семестър 2019/2020 г. в Потсдамския университет е имало малко повече от 21 000 студента, които са учили в шест факултета:
- Юридически факултет: 2 695
- Философски факултет: 5 340
- Факултет по хуманитарни науки: 3 783
- Факултет по икономика и социални науки: 3 622
- Факултет по математика и природни науки: 5 048
- Факултет по цифрово инженерство: 741
- Факултет по здравни науки: 0 (в процес на изграждане)

### Студентска самоуправа
Студентите се представляват пряко от студентския парламент, общата студентска комисия и съветите на колегиите.

#### Студентски парламент
Студентският парламент (на немски: Studierendenparlament) е висшият орган за вземане на решения на студентската общност в рамките на студентската самоуправа. Той се избира ежегодно от всички студенти на университета, всеки от които сам може да издигне своя кандидатура като независим депутат или (обикновено) като кандидат от листа на някоя от вътрешноуниверситетските студентски политически партии. В 24-я Студентски парламент на Потсдамския университет са представени единадесет вътрешноуниверситетски студентски партии и избирателни коалиции като, например,
- Зелен кампус
- Космополитна млажеж
- Млади социалисти
- Кръг на христиандемократическите студенти
- Автономни леви.[66]

Задачите на парламента включват:
- Обсъждане на проблеми, свързани с политиката на университета, и приемане на решения относно основните насоки за работата на студентското самоуправление.
- Определяне на ресорите и избор на комирарите на Общата студентска комисия (един вид правителство), както и техния контрол
- Приемане на резолюции относно размера на студентските вноски
- Приемане на резолюции относно бюджета на студентската общност
- Избор на членове на университетските комисии и комисиите на Службата за студентски услуги, освен ако не са избрани на всеобщо гласуване. Например, в университетска комисия за назначаване на нови професори една трета от членовете ѝ задължително трябва да са студенти, които съопределят избора на нов професор.
- Изменение на устава на студентското самоуправление
- Решения относно членството на студентската общност в студентски организации и относно партньорството с други студентски организации.

#### Обща студентска комисия
Общата студентска комисия (на немски: Allgemeiner Studierendenausschuss) е изпълнителният орган на студентската самоуправа в университета – т.е. правителството на студентската общност. Комисията се избира от Студентския парламент за една година. Към 2022 г. тя се състои от 12 комисариата:
- Финанси
- Антирасизъм
- Политика за равенство между половете и за куиъри
- Животът в студентски град и антифашизъм
- Политика за висшето образование
- Социална политика
- Международна политика
- Културен център
- Образование/Преподаване/Следване
- Екология и транспорт
- Връзки с обществеността и пресата
- Цифровизация и мрежова политика.

Студентската комисия се грижи за проблемите на студентите и представлява техните интереси пред ръководството на университета и пред правителството и Министерството на образованието, младежта и спорта на провинция Бранденбург; също така формулира интересите на студентите за пред обществеността, пресата и политиката.
Към услугите на отделните комисариати спада, например:
- Правни консултации за получаване на държавна издръжка за студенти по Федералния закон за насърчаване на образованието (на немски: Bundesausbildungsförderungsgesetz)
- Консултации относно трудово право
- Консултации в областта на правото за висшето образование (например дискриминация при оценяването или изключване от учебни занятия)
- Консултации за нуждите на чуждестранни студенти
- Консултации по наемно право и социално право
- Консултации за защита на потребителите
- Проверка на заявления за освобождаване от задължителната семестриална вноска за абонамент за обществен транспорт по социални или други причини (например при дистанционно обучение)
- Поддръжка на сървъра за интернет страниците на студентската самоуправа
- Одобряване на заявления за финансиране на студентски проекти от бюджета на студентската общност
- Даване на велосипеди под наем.

#### Съвети на колегиите
Колегия (на немски: Fachschaft) се нарича целокупността от студенти от една и съща дисциплина и/или сродни дисциплини – например, колегия по политология; колегия по класическа филология, колегия по когнитивни науки и т.н. Всяка колегия избира на общи демократични избори свои представители в т.нар. Съвет на колегията (на немски: Fachschaftsrat). Този съвет представлява интересите на студентите по съответната дисциплина/от съответната колегия. Съветите подкрепят проекти на студенти и преподаватели, защитават интересите на студентите в различни комисии, организират празници и предлагат културни събития. Всеки студент може да се обърне към членовете на Съвета на колегията си в случай на проблеми или въпроси, свързани с организацията на обучението.

#### Регистрирани студентски сдружения
Към 2022 г. в университета има 74 регистрирани студентски сдружения. Там студентите могат да преследват свои политически или културни интереси, да организират социални проекти и да осъществяват запознанства с други студенти извън тяхната дисциплина. Някои от проектите са например:
- Сдружение „UPride“ (Uni Potsdam Pride; Упрайд; в свободен превод: ЛГБТ-гордост на Потсдамския университет) е група от ЛГБТИ+ студенти, които организират различни тематични мероприятия и акции като например съорганизацията на ЛГБТ+ парада в Потсдам, тържественото издигане на знамето на дъгата на официалните пилони пред сградите на университета, информация на тема история на движението за правата на хомосексуалните и др.
- Сдружението „Вечерна линия“ предлага всяка вечер гореща телефонна линия за душевна утеха (например при депресия, психическо напрежение и пр.), която се обслужва анонимно от студенти-доброволци
- Студентски филиал на международната организация Амнести интернешънъл, в който студенти информират на тема човешки права, провеждат различни мероприятия и помагат на бежанци
- Сдружение „Динамо транспорт“ предлага поддръжка и ремонт на велосипеди в общежитията
- Дружество „Университетски спорт“ организира спортни курсове и мачове
- Клуб за дебати
- Студентски филиал на Детски фонд на обединените нации (УНИЦЕФ)
- Политическо сдружение „Зелен кампус“
- Политическо сдружение „Млади социалисти“
- Политическо сдружение „Кръг на христиандемократическите студенти“
- Сдружение „Мрежа на студентите по програма „Еразъм““ организира развлекателни мероприятия за чуждестранни студенти, дошли за обмяна на опит по програма Еразъм.

### Центърът за университетски спорт
Центърът за университетски спорт предлага около 200 различни курса. Там могат да се практикуват най-различни спортове срещу минимална такса, в това число и необичайни спортове, като исторически бой с мечове.

### Службата за студентски услуги
Службата за студентски услуги (на немски: Studentenwerk) стопанисва по една столова във всеки кампус, където се предлагат множество предястия, салати, десерти, и поне по 4 основните ястия, едно от които задължително е вегетарианско, а другото веган, за които цените варират от 1,70 и стигат до 2,70 евро. Освен това, Службата за студентски услуги осигурява 2 855 студентски квартири в града – обикновено в студентски общежития, които са модерно обзаведени и с много ниски наеми. Служабата също така посредничи при намирането на почасова работа за студенти и проверява заявления за получаване на държавна издръжка за студенти по Федералния закон за насърчаване на образованието (на немски: Bundesausbildungsförderungsgesetz).
От 1999 г. в кампуса „Край Новия дворец“ работи студентски нощен клуб „Nil“, а в центъра на Потсдам студентите управляват свой студентския културен център „KuZe“ и студентска кръчма „Pub à la Pub“.

## Научна дейност

### Сътруднически отношения и изследователски сдружения
Благодарение на сътрудничество с берлинските университети, учебните занятия, предвидени в учебната програма на съответната специалност, могат да се изучават и в партньорските университети, например, в Хумболтовия университет на Берлин, Техническия университет – Берлин и Свободния университет – Берлин. Посетените занятия и оценките се признават взаимно между университетите. Особено при свободноизбираемите предмети, които съставляват голяма част от германското висше образование, студентите имат възможност да избират от множество разнообразни теми на учебните занятия, предлагани в различните университети, и по този начин да си изградят сами интересна за тях учебна програма.
Университетът в Потсдам координира или участва в следните големи изследователски сдружения в региона Берлин-Бранденбург:
- Берлински център за геномика в сферата на изследванията на биоразнообразието (BeGenDiv)
- Сдружение „BBIB“: Берлин-Бранденбургски институт за изследване на биоразнообразието | ръководна институция: Свободен университет – Берлин
- Център за високи постижения „Обединяващи системи в катализа“ (UniSysCat) | ръководна институция: Технически университет – Берлин
- Център за високи постижения „Наука за интелигентността“ (SCIoI) | ръководна институция: Технически университет – Берлин
- Мрежа за геонаучна експертиза в Берлин и Потсдам (Geo. X)
- Център за експертни познания „Изследване на храненето“ (NutriAct): Хранителна интервенция за здравословно остаряване | ръководна институция: Германски институт за изследване на храненето Потсдам-Ребрюке
- Център „Селма Щерн“ – Берлин-Бранденбург (ZjS)
- Център за компетентност в областта на иновациите (innoFSPEC) – център за иновации в областта на фиброоптичната спектроскопия и сензорните технологии

### Партньори за сътрудничество
Потсдамският университет си сътрудничи с много институти на научно и консултантско ниво. Те включват:
| - Берлински изследователски център за социални науки (WZB) - Германски електронен синхротрон – Хамбург (DESY) - Германски електронен синхротрон, Институт за физика на високите енергии – Цойтен - Германски институт за изследване на храненето – Потсдам-Ребрюке - Германски институт за икономически изследвания (DIW Berlin) - Дружество за изследване на природата „Зенкенберг“ (SGN) - Институт „Лайбниц“ за астрофизика (AIP) – Потсдам - Институт „Лайбниц“ за изследване на зоологически градини и диви животни (IZW) - Институт „Лайбниц“ за иновативна микроелектроника (IHP) - Институт „Лайбниц“ за пространствени социални изследвания (IRS) - Институт „Лайбниц“ за растениевъдство на зеленчукови и декоративни култури - Институт „Лайбниц“ за селскостопанско инженерство и биоикономика (ATB) - Институт „Лайбниц“ за сладководна екология и риболов във вътрешни водоеми (IGB) - Институт „Макс Планк“ за гравитационна физика (Институт „Алберт Айнщайн“) - Институт „Макс Планк“ за изследване на колоиди и интерфейси - Институт „Макс Планк“ за молекулярна физиология на растенията - Институт „Фраунхофер“ за клетъчна терапия и имунология/институтско звено „Биоаналитика и биопроцеси“ (IZI-BB) - Институт „Фраунхофер“ за отворени комуникационни системи (FOKUS) - Институт „Фраунхофер“ за приложни изследвания в областта на полимерите (IAP) – Потсдам-Голм | - Институт „Фраунхофер“ за телекомуникации, Институт Хайнрих Херц (HHI) - Институт за полярни и морски изследвания „Алфред Вегенер“, изследователско звено Потсдам - Институт за трансформационни изследвания на устойчивостта (IASS) - Институт за тънкослойни технологии и микросензори (IDM) - Корпорация за икономическо развитие на провинция Бранденбург - Потсдамски институт за изследване на въздействието върху климата - Федерален институт за изследване и изпитване на материали (BAM) - Федерация на бизнес сдруженията в Берлин и Бранденбург - Фондация „Пруски дворци и градини“ – Берлин-Бранденбург - Форум „Айнщайн“ – Потсдам - Център „Лайбниц“ за изследване на земеделския ландшафт (ZALF) – Мюнхеберг - Център „Хелмхолц“ – Германски изследователски център за геонауки (GFZ) – Потсдам - Център „Хелмхолц“ за изследване на материалите и крайбрежието – Гестхахт - Център „Хелмхолц“ за изследване на околната среда (UFZ) - Център „Хелмхолц“ за материали и енергия – Берлин (бивш Институт „Хан-Майтнер“ – Берлин) - Център „Хелмхолц“ за материали и енергия – Берлин (бившето Берлинско дружество на съхранителния пръстен за електрони за синхротронно лъчение – BESSY) - Център за съвременна история – Потсдам - Център на Бундесвера за военна история и социални науки |

### Научни приоритети и инициативи
Потсдамският университет се фокусира върху следните четири основни изследователски области:
- „Когнитивни науки“: Тази изследователска област представлява трансдисциплинарно изследователски сдружение, което се занимава емпирично и теоретично както със сложни когнитивни характеристики на човека, така и с изкуствените когнитивни системи. Изследователи от Факултета по хуманитарни науки, Факултета по математика и природни науки и Философския факултет си сътрудничат във фундаментални изследвания на структурата, динамиката и развитието на езика, зрителното възприятие, вниманието, двигателните умения и познанието при деца, зрели и по-възрастни хора, както и на невронните и социалните връзки на тези прояви. За тази цел се прилагат както корпусни, експериментални и клинични методи, така и процедури за изчислително когнитивно моделиране. Изследователите могат да се възползват от набор централни лаборатории, които разполагат с различни експериментални технологии: за измерване на реакционно време, ултразвукова и електромагнитна артикулография, лаборатория за изследване на преглъщането, електроенцефалография, електромиография, електрокардиограма, спектроскопия на близката инфрачервена област, транскраниална магнитна стимулация, уреди за измерване на движението на погледа, плочи за измерване на равновесие и сила, системи за двуизмерен и триизмерен анализ на движението, лаборатория за бебета и няколко лаборатории за двигателни функции.
- „Науки, съсредоточени към данните“: Този изследователски фокус на Потсдамския университет цели да насърчи провеждането на първокласни изследвания в нововъзникващата наука за данните. Способността на модерното общество да събира, съхраня, обработва и тълкува данни отбеляза огромен исторически напредък, който оказва безпрецедентно въздействие върху бизнеса и обществото като цяло (например: big data или социални мрежи). Учените в тази фокусна област търсят подходящи теоретични основи от икономическите, социалните, природните и хуманитарните науки, които са свързани с преки последици за техните области на приложение. По-специално, фокусът е поставен върху методологичния напредък в извличането на научна информация от данни.
- „Земята и екологичните системи“: В тази област Институтът по геонауки и Институтът по науки за околната среда и география към Потсдамския университет съвместно насочват вниманието си към въпроси, свързани с взаимодействието между процесите в геосферата (в земните дълбини, в земната кора и на земната повърхност), от една страна, както и атмосферата, хидросферата и биосферата, от друга страна. Те имат за цел да дадат възможност за задълбочено тълкуване на взаимозависимостите и взаимодействията между различните области на системата „Земя“, особено като се вземат предвид човешките влияния. За тази цел се използват и доразвиват нови технологии и методи, като например теренни или лабораторни изследвания, комбинирано използване на спътници, самолети и дрони, количествено измерване на динамични процеси, но също така и иновативни методологични стъпки, като например клъстеризация на данни, машинно самообучение и сложни симулационни модели. Освен това все по-често се използват методи от емпиричните социални науки и комуникационните изследвания. И накрая, все по-важна роля играе пренасянето на резултатите от научните изследвания в процеса на вземане на политически решения.
- „Еволюционна системна биология“: Тази фокусна изследователска област представлява мрежа от учени, която използва експериментални подходи, биоинформатика и моделиране, за да отговори на въпроса как в еволюцията възникват нови характеристики чрез промени в мрежите на различните биологични нива на организация. Растежът и развитието на организмите се основават на взаимодействието на безброй компоненти в молекулярни и клетъчни мрежи, например на ниво активиране на гени, метаболизъм и поведение на клетките. В хода на еволюцията са се появили нови характеристики чрез промяна на структурата на тези мрежи, на техните компоненти или на динамиката на взаимодействията им. Основната цел на участващите изследователи от Института по биохимия и биология е да разберат как са се случили тези промени и как те способстван появата на нови характеристики, но също така и дали структурата на молекулярните и клетъчните мрежи благоприятства определени еволюционни промени, но затруднява други. За да отговорят на тези въпроси, участниците използват разнообразни молекулярни и микроскопски методи с висока производителност и математическо моделиране на биологични системи.

## Стартъпи
Потсдамският университет е известен с високата си ангажираност в насърчаването на стартиращи предприятия (т. нар. „стартъп“-и). През 2009 г. университетът е победител в класация на университети, изготвена от Катедрата по икономическа география към Мюнхенския университет „Лудвиг-Максимилиан“ под заглавието: „От студент до предприемач – кой университет предлага най-добрите възможности?“. B националното класиране „Радар за стартиращи предприятия“(на немски: Gründungsradar) университетът заема трето място през 2012, 2016, 2018 и 2020 г. и се утвърждава като институция, която подпомага възпитаниците си при основаването на собствен бизнес. Най-вече Институтът по цифрово инженерство „Хасо Платнер“ произвежда голям брой основатели на компании и креативни хора в сферата на развитието на информационните технологии.

## Репутация
Едно научно проучване относно репутацията на германските университети и извънуниверситетски научноизследователски институти, проведено от Германската асоциация за политически науки през 2007 г., отличава Потсдамския университет като една от трите най-важни институции в областта на политологията и административните науки. Според проучване на Центъра за развитие на висшето образование от 2009 г., магистърските и докторските програми, предлагани в сферата на политологията в Потсдамския университет, спадат към челната група по качество в Европа.
През 2018 г. Центърът за университетски спорт към Потсдамския университет заема пето място в образователната класация на Общата германска асоциация за университетски спорт в категорията „Университети с повече от 15 000 студенти“.
През 2020 г. университетът заема 9-то място сред 82 германски университета в класацията на Фондация „Александър фон Хумболт“. Класацията отчита броя гостувания на чуждестранни учени в германски университети за последните пет години с цел провеждане на научноизследователска дейност, като се позовава на гостуванията, спонсорирани от фондацията. Мястото, което даден университет заема в класацията, се счита за важен показател на международната му репутация, тъй като показва, колко учени от цял свят вземат решение да гостуват именно в него, и до колко той успява да спечели международната надпревара за най-добрите мозъци. В крайна сметка учените сами избират своите домакини и вземат решение въз основа на тяхното академично качество и международна известност. Към 2022 г., фондацията поддържа интердисциплинарна мрежа от повече от 30 000 учени, включително 57 носители на Нобелова награда, които са били спонсорирани от нея.
„Атласът на финансирането“, издаден от Германското научноизследователско дружество за 2018 г., показва класирането на германски университети според сумата финансови средства, които те са спечелили от дружеството за одобрени проекти в периода 2014 – 2016 г. Според него, Потсдамският университет заема 22-ро място в сферата на хуманитарните и социалните науки, 34-то място в сферата на природните науки и 40-то място в сферата на науките за живота.
В публикуваната през 2021 г. „Класация на университетите според даването на равни възможности“, Потсдамският университет успява да заеме 1-во място (заедно с Билефелдския университет и Университета на бундесвера) сред 66 германски университета, взети предвид в изследването. Класацията се изготвя от Центърa за експертни познания „Жените в науката и изследванията“ (част от реномирания Институт на „Дружество Лайбниц“ за социални науки). Тя отчита, до каква степен университетите вземат мерки за насърчаване на равните възможности на мъжете и жените както по време на следването им, така и по време на по-нататъчната им академична реализация като научен персонал. Насърчаването на равни възможности е централна политика на Европейския Съюз (виж тук) и на Република България (виж тук).
От 2017 г. насам Потсдамският университет ежегодно взема участие в международни класации.
През 2022 г. в „Световната класация на университетите“, която се издава от списание „Таймс за висше образование“ (на английски: Times Higher Education), Потсдамският университет попада в категорията „класирани между 251-во и 300-о място“ сред общо 1662 университета от 99 държави. В „Класацията на младите университети“ от 2022 г., която се издава също от списание „Таймс за висше образование“ и сравнява най-добрите университети в света, Потсдамският университет заема 28-о място насред 539 университета от 74 държави. И двете класации се изготвят въз основа на 13 показателя, които са разделени на пет основни области: преподаване, изследователска успеваемост, цитирания, външно финансиране от индустрията (трансфер на знания) и интернационализация (чуждестранни отношения).
В глобалната Академична класация на световните университети от 2021 г., Потсдамският университет се помества в категорията „класирани между 401-во и 500-о място“ сред общо 1000 най-добри университета в света (избрани от общо над 1800 университета). Сред класираните германски университети, Потсдамския университет попада в категорията на „най-добрите 25 до 30“.

## Интернационализация
Към зимния семестър 2021/2022 г. в Потсдамския университет са записани 3 128 чуждестранни студента, което отговаря на 14,5 % от всички студенти. Според националното ежегодно изследване „Профилни данни за интернационалността на германските университети“, което се провежда от Германската служба за академичен обмен (на немски: Deutscher Akademischer Austauschdienst (DAAD)), през 2019 г., сред 32-та най-големи университета в Германия, Потсдамският университет заема:
- 1-во място по броя на гостуващи чуждестранни преподаватели по програма „Еразъм+“.
- 2-ро място по брой на специалностите с международна насоченост (например специалности, преподавани на чужд език или провеждани съвместно с чужди университети, след чието завършване се присъждат две дипломи от всеки университет)
- 2-ро място по броя на германски преподаватели отиващи в чужбина за обмяна на опит програма „Еразъм+“.
- 3-то място по брой на студентите, успешно завършили докторат в университета, които са получили средното си образование в чужбина (това определение се разграничава от определението „чуждестранни студенти“, които са лица с чуждо гражданство, но, например, може да са израстнали и получили образованието си в Германия).[98]

Интернационализацията на университета придобива особено значение чрез назначаването на вицепрезидент по международните въпроси през 2011 г., чиято длъжност към 2022 г. се изпълнява от проф. д-р Флориан Швайгерт.

### Стратегия за интернационализация
Потсдамският университет е разработил „Стратегия за интернационализация 2020-2024“, която засяга всички университетски структури, поради което нейното прилагане се управлява на централно равнище от ръководството на университета, което бива съветвано от вътрешноуниверситетски „Консултативен съвет по интернационализация“, а самата стратегия се базира на едноименната стратегията за интернационализация на провинция Бранденбург. В своята „Стратегия за интернационализация 2020-2024“ Потсдамският университет преследва целта,
- да повиши качеството и конкурентоспособността на научните изследвания, преподаването и обучението чрез подходящи мерки за интернационализация,
- да нсърчи междукултурния обмен и културата на гостоприемство в кампусите, и
- да повиши видимостта на университета в европейския и световния контекст.[102]

### Европейски дигитален университет
Финансиране от Европейския съюз с цел учредяване на т. нар. „Европейски университети“ (представляващи транснационални алианси от университети) дава на Потсдамския университет най-силния тласък по отношение на партньорските сътрудничества с други институции и изграждането на академични мрежи за обмяна на опит.
Благодарение на това финансиране Потсдамският университет и няколко други университета с общи усилия съвместно учредяват „Европейски дигитален университет“ (на английски: European Digital UniverCity (EDUC)). Той не е университет в класическия смисъл на думата, а представлява алианс от няколко университета, които си сътрудничат интензивно. „Европейският дигитален университет“ е един от общо 24 такива транснационални европейски алианса от университети в ЕС. В него вземат участие наред с Потсдамския университет също така:
- „Университет Париж Нантер“ (гр. Париж, Франция),
- „Университет Рен I“ (гр. Рен, Франция),
- „Университет Каляри“ (гр. Каляри, Италия),
- „Масариков университет“ (гр. Бърно, Чехия),
- „Печки университет“ (гр. Печ, Унгария),
- „Университет на Югоизточна Норвегия“ (гр. Нутоден, Норвегия)
- „Университет Хайме I“ (гр. Кастельон де ла Плана, Испания).[104][105]

Целта на алианса „Европейски дигитален университет“ е да създаде приобщаващо европейско пространство за висше образование, където студенти, изследователи, преподаватели и други университетски служители, които се намират в университети с различна големина, имат различна възраст, майчин език и академична насоченост, могат да учат, преподават и работят заедно. Алиансът създава нови пространства за европейски обмен, подкрепа и съвместни дискусии с акцент върху дигитализацията.

### Партньорства и стратегически партньорства
Потсдамският университет също така продължава да изгражда своя международен профил, като се фокусира върху стратегически партньорства с „Университет Маккуори“ (гр. Сидни, Австралия) и „Университет Тел Авив“ (гр. Тел Авив, Израел).
Освен това се поддържат и партньорства с приоритетни региони/страни (Аржентина, Австралия, Бразилия, Канада, Колумбия, Франция, Израел, Полша, Русия, САЩ и региона Субсахарска Африка). Азиатският регион ще бъде включен чрез създаването на едно или две партньорства с Китай. Приоритетните региони/страни посочват досегашния международен опит и акцент на университета с цел да се улесни по-нататъчен международен обмен и сътрудничество чрез създаване на рамки за хармонизация и координация, които да благоприятстват още по-голям брой студенти и преподаватели. Стратегическите партньорства са пряко свързани със стратегическите цели за развитие на университета и способстват:
- обмяната на знания и опит,
- съвместното разработване на концепции и програми,
- набирането на средства от трети страни,
- международно отвърждаване името на университета, както и
- създаване на мрежа от полезни контакти.[103]

### Турско-германски университет
През 2013 г., въз основа на междуправителствено споразумение между Турция и Федерална република Германия, в гр. Истанбул (Турция) е основан „Турско-германският университет“ (на немски: Türkisch-Deutsche Universität, на турски: Türk-Alman Üniversitesi; на английски: Turkish-German University), който подлежи на турското законодателство за висшето образование.
Турско-германският университет в момента (към 2022 г.) е най-амбициозният проект в германско-турското научно и образователно сътрудничество: турската страна предоставя терена, сградите и инфраструктурата и поема текущите разходи; германската страна допринася чрез командироването на немски преподаватели, разработването на учебни програми, създаването на материали за университетския център по езиково обучение, изплащането на надбавки към заплатите на местно ниво, така че да са по-високи от местните, с цел конкурентноспособност, предоставянето на стипендии за студенти и провеждането на курсове за повишаване на квалификацията. „Германската страна“ се представлява от консорциум от 38 германски университета, като един от тях е Потсдамският университет.
Факултетът по природни науки към Турско-германския университет се изгражда под ръководството на Потсдамския университет (в сътрудничество с партньори от други германски университети и в тясна координация с турските партньори). Вдъхновени от съвместното създаване на Турско-германския университет, вече са възникнали няколко съвместни проекта между турските партньори и изследователските групи от Потсдам. По този начин засиленият научен обмен служи като мост между двете страни. Проектът „Benim Yolum“ (на български: По мой начин) подпомага научния обмен и координира завързването на контакти между млади изследователи и представители на индустрията и бизнеса.
Турско-германският университет е многоезичен университет. Езикът на преподаване в бакалавърските програми е немски (в специалностите „Право“, „Културология и комуникации“ и „Социология“ – турски и немски), а в зависимост от съответната магистърска или докторска програма – немски или английски. Понастоящем (към 2022 г.) се планира да се присъждат двойни дипломи, хем от Турско-германския университет, хем от германските университети-партньори.

### Членства в международни мрежи
- „Съвместно онлайн международно обучение“ (на английски: Collaborative Online International Learning (COIL))[107] е мрежа от университети, възникнала от алианса на държавните университети в американския щат Ню Йорк (SUNY). Целта на мрежата е да се разработят иновативни концепции за преподаване, в рамките на които два или повече съществуващи курса в отделни университети се комбинират в един нов общ курс с помощта на дигитални медии („смесено обучение“ или на английски: blended learning). От 2006 г. насам мрежата е разширена и включва партньорски университети извън САЩ. Потсдамският университет е член на мрежата COIL от 2014 г. насам.[108]
- „Консорциум за сътрудничество в областта на висшето образование в Северна Америка“ (на английски: Consortium for North American Higher Education Collaboration (CONAHEC))[109] e организация с нестопанска цел, създадена през 1990-те години с цел разширяване и укрепване на сътрудничеството между университетите в САЩ, Канада и Мексико. През 2008 г. мрежата се отваря и за други страни, така че към момента в нея членуват повече от 170 университета, институции и организации от сектора на висшето образование от общо 16 държави – включително Потсдамският университет като първия и засега единствен член на мрежата от Германия.[108] Мрежата CONAHEC насърчава международния обмен чрез подпомагане на програми за мобилност на студенти, преподаватели и административен персонал. Студентите от Потсдамския университет могат да се възползват от допълнителни възможности за обучение в САЩ, Канада и Мексико чрез мрежата.[108]
- „Европейски дигитален университет“ (на английски: European Digital UniverCIty (EDUC))[110] е европейски алианс от университети под егидата на Потсдамския университет, основан през 2019 г. с финансиране от Европейския Съюз. В него се обединяват силите на университети от Потсдам (Германия), Бърно (Чехия), Печ (Унгария), Каляри (Италия), Париж (Франция) и Рен (Франция). От 2021 г. насам испанският „Университет Хайме I“ в Кастельон де ла Плана и „Университетът на Югоизточна Норвегия“ в Нутоден също са членове на EDUC. Целта на Алианса EDUC е да създаде европейско пространство за висше образование, в което студентите, служителите, преподавателите и изследователите от осемте партньорски университета могат да учат, преподават и работят заедно върху теми свързани с дигитализацията.
- „Европейската университетска асоциация“ (на английски: European University Association (EUA))[111] е създадена през 2001 г. и обединява над 800 университета в 48 европейски държави. Потсдамският университет се присъединява през 2019 г.[108] Асоциацията предоставя на своите членове разнообразни възможности за обмен на добри практики чрез участие в съвместни проекти, събития и други инициативи, както и участие в процесите по формиране на европейски политики и програми, с фокус върху висшето образование и научните изследвания.[112] Асоциацията изпълнява важна роля в Болонския процес в качеството си на независим представителен орган на висшите училища и влияе върху политиките на Европейския Съюз в областта на висшето образование, научните изследвания и иновации.[108][112]
- „Учени в риск“ (на английски: Scholars at Risk (SAR))[113] е международна мрежа от академични институции, организирани да подкрепят и защитават принципите на академична свобода и правата на човека за студенти и учени по целия свят.[114] Особено застрашени са, например, учени от Русия и Беларус,[115] Афганистан,[116] Турция[117] и други. Мрежата включва над 530 висши учебни заведения в 42 държави. Потсдамският университет се присъединява през март 2017 г. Членовете на Потсдамския университет могат да канят учени в риск да дойдат в университета, а също така учени в риск могат да участват в дейностите на мрежата. „Центърът за приветстване на новодошли“ към Потсдамския университет помага със съвети относно възможности за финансиране и осъществяване на контакти в рамките на „Инициативата Филип Шварц“ (на Фондация „Александър фон Хумболт“) и асоциацията „Извън университета“[неработеща препратка] (на английски: Off-University).
- „Мрежа на младите европейски изследователски университети“ (на английски: Young European Research Universities Network (YERUN))[118] има за цел да укрепи и разшири сътрудничеството на млади университет (основани след 1960-та година) в областта на научните изследвания, академичното образование и услугите за обществото.[119] Членове са водещи млади изследователски университети от Европа, които си сътрудничат на равноправна основа. Потсдамският университет е член на мрежата от 2021 г. насам.[108]